# Monoteletstvo
Monoteletstvo ali Monoteletizem  je kristološko učenje, ki je nastalo v 7. stoletju zaradi vmešavanja bizantinskih cesarjev v verska vprašanja. Oni so hoteli v državi vzpostaviti versko enotnost. Monofizitizem je bil sicer obsojen na Kalcedonskem vesoljnem cerkevenem zboru; to pa ni prineslo verskega miru, ki ga je cesar Justinijan hotel doseči z odlokom 543, v katerem je ukazal enostransko obsodbo t.im. Treh poglavij. Temu pa zopet ni sledil pričakovani mir, ampak novi razkoli na Zahodu ter verski prepiri na Vzhodu. Zato je bil nujen koncil, ki ga je sklical cesar brez privolitve in sodelovanja papeža, in sicer Drugi carigrajski koncil, čigar odloke je Vigilij nerad priznal, ker je krščansko enotnost še bolj omajal. 

## Verski spori in koncili
Na Vzhodu je bil monofizitizem zelo ukoreninjen – potuho mu je dajala tudi cesarica Teodora. Zato je carigrajski patriarh Sergij I. (610-638) skušal najti s podporo cesarja Heraklija (610-641) nekakšno sporazumno rešitev. Menil je, da sicer v Kristusu obstajata dve naravi (Božja in človeška), vendar samo ena volja. 
Temu se je zoperstavil sveti Maksim Spoznavalec, ki je utemeljeval, da posamezna narava mora imeti tudi svojo lastno voljo. Če bi namreč sprejeli nauk, da je imel Kristus eno samo voljo, bi po tem logično imel tudi eno samo (Božjo) naravo, ali pa bi njegova človeška narava bila pomanjkljiva. Na ta način je monoteletstvo zopet vodilo v monofizitstvo.
Papež Martin (645-655) je tedaj sklical cerkveni pokrajinski zbor v Lateranu 649. Kjer so italijanski in afriški škofje obsodili monoteletizem. Cesar Heraklij je papeža zategadelj dal pregnati iz Rima na Krim. Maksima pa so kruto mučili: odsekali so mu desno roko in iztrgali jezik, da je izkrvavel. Kljub preganjanju je na koncu zmagalo tradicionalno učenje, da ima namreč Kristus dve naravi: Božjo in človeško in prav tako dve volji, kakor tudi dve dejavnosti: Božjo in človeško, ki sta med seboj usklajeni in si ne nasprotujeta. 
To učenje je bilo potrjeno na Tretjem carigrajskem vesoljnem cerkvenem zboru (680-681).